# Дизайн автомобіля

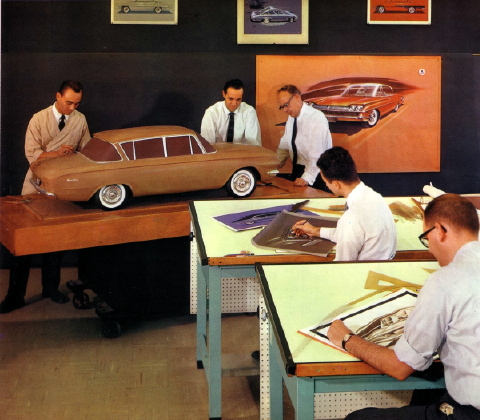
Дизайнери за працею

Дизайн автомобілів — художньо-технічна проектна діяльність орієнтована на створення оригінальної, функціональної та стійкої до впливів часу форми автомобіля. Вперше до послуг автомобільного дизайну звернулись в США наприкінці 20-х років XX століття.

## Відомі автомобільні дизайнери
- Джорджетто Джуджаро
- Алек Іссігоніс
- Вальтер де Сільва